# Banditenstreiche

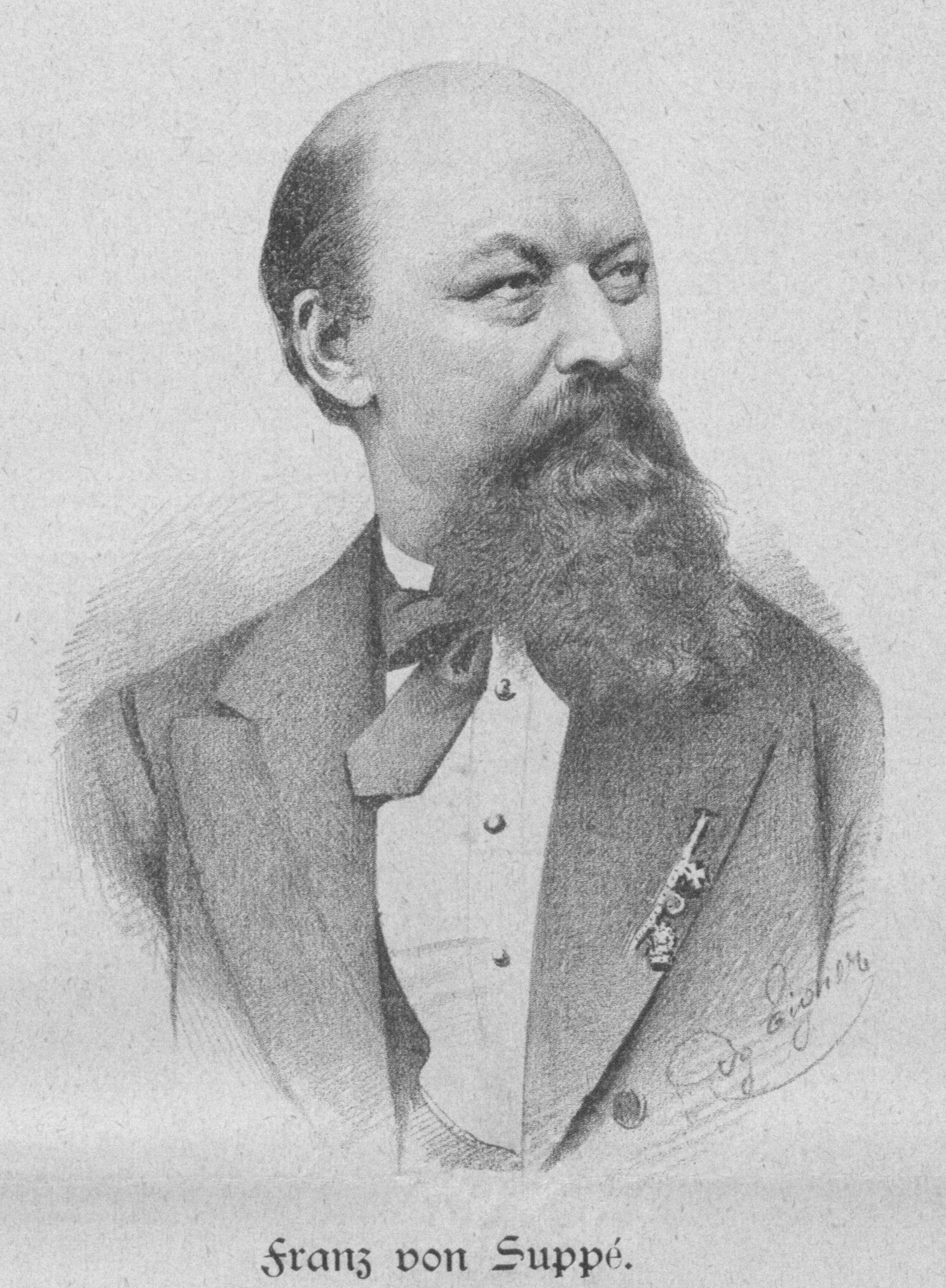
Franz von Suppé (1819–1895) – österreichischer Komponist

Banditenstreiche ist eine Operette von Franz von Suppè nach einem Libretto von B. Boutonnier. Das Werk erlebte seine Uraufführung am 27. April 1867 am Carltheater in Wien. Es gehört zur Goldenen Operettenära.

## Orchester
Zwei Flöten, zwei Oboen, zwei Klarinetten, zwei Fagotte, vier Hörner, drei Trompeten, drei Posaunen, eine Harfe, eine Gitarre, großes Schlagwerk und Streicher

## Handlung
Die Operette spielt in einer kleinen Hafenstadt im Golf von Neapel Anfang des 19. Jahrhunderts.

### Erster Akt
Bild: Gartenterrasse
Der als alter Diener verkleidete Malandrino erfährt vom Gemeindeschreiber Spaccamonti, dass Lidia, die Tochter des Bürgermeisters Babbeo, in wenigen Stunden heiraten werde. Dass Malandrino in Wirklichkeit der berüchtigte Kopf einer Räuberbande ist, bemerkt der naive Schreiber nicht. Ihm entgeht auch, dass er nur ausgehorcht werden soll, weil die Banditen einen neuen Streich planen: Im Trubel der Hochzeitsfeier ließe sich sehr gut ein Coup durchführen, weil alle Gäste mit Essen, Trinken und Tanzen beschäftigt sind. Malandrino gelingt es leicht, Spaccamonti und die Polizei durch eine falsche Fährte ins Gebirge zu locken. Er behauptet einfach, dort treibe gerade der Räuberhauptmann sein Unwesen und könne leicht gefasst werden.
Das Brautpaar ist zur Eheschließung bereit; doch der gerissene Babbeo zögert sein Einverständnis immer weiter hinaus. Ihm passt Gaetano als Schwiegersohn nicht. Statt diesem Habenichts sähe er es lieber, wenn seine Tochter den reichen Lelio aus Aversa zum Manne nähme. Als man Babbeo einen Brief von eben jenem Lelio übergibt, hellen sich seine Züge auf. Der Wunschkandidat hält bei ihm um die Hand seiner Tochter an und versichert, schon zu ihm unterwegs zu sein. Daraufhin schickt der Bürgermeister die Hochzeitsgäste nach Hause und erklärt, die Feier werde verschoben. Auch Gaetano will er nicht mehr sehen, wo doch jetzt Lidia eine bessere Partie machen könne.
Die Braut ist völlig verzweifelt. Für sie kommt nur Gaetano als Ehemann in Frage. Ihre Freundin Stella empfiehlt dem ebenfalls unglücklichen Bräutigam, er solle sich an den Banditenhauptmann Malandrino wenden und ihm sein Missgeschick schildern. Der Hauptmann habe für junge Liebende immer Verständnis und verstehe es auf seine Weise, ihnen zu helfen. Obwohl Stella den Oberbanditen überhaupt nicht kennt, schwärmt sie für ihn, weil das Gerücht umgeht, er bestehle nur die Reichen und gebe den Armen von seiner Beute ab.

### Zweiter Akt
Bild: Marktplatz
Nach der misslungenen Hochzeit beabsichtigt Gaetano, heimlich seine Braut zu entführen. Dabei stößt er auf den Chef der Banditen und schildert ihm seine Misere. Als Malandrino dann vernimmt, dass Gaetanos Nebenbuhler eigentlich schon im Hafen angekommen sein müsste, kommt er auf einen Idee.
Inzwischen hat Babbeo den Schulmeister Tondolo beauftragt, Lelio am Hafen abzuholen. Bevor jedoch dieser sein Ziel erreicht, wird er von Malandrinos Spießgesellen überfallen und ausgeraubt. Der Räuberhauptmann kommt hinzu und spielt den Menschenfreund, indem er der Bande befiehlt, die ganze Beute dem Bestohlenen zurückzugeben. Tondolo strahlt vor Glück und will jetzt seinem Retter einen Gefallen tun. Malandrino schlägt vor, gemeinsam den ankommenden Freier auszurauben. Weil Tondolo seinen Auftraggeber Babbeo eh nicht leiden kann, lässt er sich gerne dazu überreden.
Alles klappt wie am Schnürchen. Lelio wird nicht nur seinen Geldsack los, sondern muss auch noch mit Malandrino die Kleider tauschen. Im Habitus Lelios ruft Malandrino die Leute herbei und gibt vor, der reiche Freier von Babbeos Tochter zu sein, der beinah von einem Räuber überfallen worden wäre. Gemeinsam mit dem Schulmeister sei es ihm aber gelungen, diesen dingfest zu machen. Im Nu wird der vermeintliche Bandit verhaftet und ins Gefängnis gesteckt.
Malandrino stellt sich als Lelio dem Bürgermeister vor. In schwelgerischen Worten schildert er ihm, wie es ihm gelungen sei, den schon lange gesuchten Banditenhauptmann aus dem Verkehr zu ziehen. Babbeo ist sichtlich stolz darauf, so einen tüchtigen Helden bald seinen Schwiegersohn nennen zu dürfen. Selbstverständlich erhält er auch die für den Fang des Räubers ausgesetzte Belohnung von 1000 Dukaten.
Nachdem Lidia von Malandrino das Versprechen erhalten hat, er werde ihre Liebe zu Gaetano zum guten Ende führen, geht sie zum Schein auf sein Werben ein und spielt mit ihm ein verliebtes Paar. Ihre Freundin Stella aber glaubt, in dem verhafteten Lelio den von ihr umschwärmten edlen Räuber zu sehen, und verliebt sich gleich unsterblich in ihn. Als es aber heißt, morgen müsse er sein Leben am Galgen beenden, ist sie nicht mehr zu trösten.

### Dritter Akt
Bild: Eine Loggia
Am nächsten Morgen sind die Hochzeitsvorbereitungen in vollem Gange. Babbeo kann es kaum erwarten, dass der Ehekontrakt endlich unterzeichnet wird. Der „Bräutigam“ spielt auf Zeit und ermuntert Lidia, ein fröhliches Liedchen zu trällern. Währenddessen umringen „Lelios“ vermeintliche Freunde – in Wahrheit handelt es sich um die Banditenschar – die Hochzeitsgesellschaft. Das lustige Treiben wird jäh unterbrochen, als Gemeindeschreiber Spaccamonti auftaucht und verkündet, der im Gefängnis Schmachtende sei gar nicht der Räuberhauptmann, sondern Lelio aus Aversa. Der echte Malandrino aber sei Tondolo. Jetzt hält Malandrino den Zeitpunkt für gekommen, das falsche Spiel zu beenden. Mit gezogener Pistole lüftet er sein Inkognito, beschenkt Gaetano mit Lelios Geldsack und der 1000-Dukaten-Kopfprämie und zwingt den Bürgermeister, dem Ehevertrag seiner Tochter mit Gaetano zuzustimmen. Weil aber die Banditen auch etwas für sich selbst haben wollen, erleichtern sie noch rasch die Hochzeitsgäste um ihre Wertsachen. Trotzdem machen die meisten von ihnen gute Miene zum bösen Spiel, weil die Banditenstreiche einem sich liebenden Paar zum Glück verholfen haben.

## Entstehung und Musik
Die oben angeführte Inhaltsbeschreibung bezieht sich auf die dreiaktige Neufassung der ursprünglich einaktigen Operette durch Ludwig Bender (Text) und August Peter Waldenmaier (musikalische Bearbeitung) aus dem Jahre 1955. Dazu ist zu wissen, dass es von dieser Operette mindestens vier Fassungen gibt. Da wäre zuerst die Urfassung aus dem Jahr 1867, Text von B. Boutonier. Suppès Biograph Hans-Dieter Roser widerspricht der oft geäußerten Ansicht, dass das Original aufgrund eines schlechten Librettos keinen Erfolg hatte. Er vertritt die Meinung, dass dieses Werk durchaus in seiner „pfiffigen“ Originalfassung mit seiner „absurd blitzartigen Schnitttechnik in der Aneinanderreihung der komischen Situationen“ auch heute noch (oder wieder) erfolgreich sein könnte.
Die Handlung der Originalfassung setzt dort ein, wo in der Bearbeitung der 2. Akt beginnt. Der wesentliche Inhalt des 1. Aktes der Bearbeitung wird im Original von Professor Tondolo gegenüber Malandrino nur in einem Dialog berichtet. Ansonsten ist der weitere Verlauf der Handlung in beiden Fassungen weitgehend deckungsgleich.
Die Originalfassung enthält folgende Musiktitel:
1. Introduktion Leise, leise, schließt euch eng im Kreise
2. Entree Malandrino Des Banditen kühnes Ziel
3. Entree des Dr. Tondolo Ich bin Professor[3]
4. Terzett Die Börse, die Dose
5. Ensemble Die Ronde[4]
6. Duett Morgen werde ich dein Gatte
7. Couplet Spaccamonti Glimmt ein Feuer irgendwo[5]
8. Chor der Hochzeitsgäste
9. Brautlied Malandrino mit Chor und Tanz (Cancan aus der Ouvertüre)
10. Schlussgesang mit der berühmten Romanze aus der Ouvertüre (Diese Romanze wird bereits in der Ouvertüre hinter dem Vorhang von Gaetano mit anderem Text gesungen, sozusagen als Ständchen an Lidia).

Einer böswilligen Kritik nach der Uraufführung zufolge sei dem Komponisten nach der Ouvertüre „nicht eine glückliche Idee geblieben.“ Zunächst einmal sei hierzu anzumerken, dass alle diese Titel (mit Ausnahme des Brautliedes) bereits in der Ouvertüre anklingen. Und diese Titel kommen in den nachfolgend beschriebenen Bearbeitungen ebenfalls vor, zum Teil mit anderen Texten und anderer Reihenfolge.
Zuerst gab es bereits 1939 von der Operette eine erste dreiaktige Neufassung durch Gustav Quedenfeldt (Text) und Otto Urack (Musik). Von dieser Neubearbeitung ist aber derzeit nicht viel mehr bekannt als dass es sie gab. 1954 schufen dann Ludwig Bender und August Peter Waldenmaier ebenfalls eine dreiaktige Neufassung – zunächst nur als Rundfunkproduktion – und brachten dann ein Jahr später eine nochmals wesentlich erweiterte Bühnenfassung im Stadttheater Trier zur Uraufführung. Diese Fassung findet sich heutzutage gelegentlich noch im Repertoire deutschsprachiger Bühnen.
Die Rundfunkfassung enthält neben o. g. Titeln der Urfassung noch folgende Musiknummern:
A) (Fast) wörtlich aus Suppès letzter vollendeter Operette Die Jagd nach dem Glück entnommen:
- Sie verzeihen wenn wir stören
- Nützet die Zeit wenn Rosen blüh’n

B) Ebenfalls aus Die Jagd nach dem Glück, aber mit geänderten Texten:
- Heut’ ist mein Hochzeitstag
- Du hast jetzt einen Mann (Duett Lidia/Stella)
- Nur mit Geld in Händen
- Lass den Kopf nur nicht hängen
- Du allein du wirst mein alles sein
- Seht die Massen rufen auf zur Tarantella
- Wo gibt’s denn einen Mann[7]

C) Aus Suppès Operette Die Afrikareise entnommen, mit geänderte Texten:
- Er geht zu Malandrino (Chorlied im 1. Finale)
- Sie standen da mit meiner Braut
- Wie das Kopfgeld (Finale II)

D) aus Suppès Operette Der Teufel auf Erden entnommen:
- Mit heißer feuriger Lust Italiens Tochter singt (fast wörtliche Übernahme)
- Schlussgesang (Marschlied)

Das Lied des Malandrino Ein Bandit und ein Räuber zu sein ist eine Kombination aus der Strophenmelodie der originalen Nummer 2 und der Romanze aus der Ouvertüre.
Die nachstehend angeführte CD entstand ausschließlich aus der Rundfunkversion, die allerdings nicht immer alle Liedstrophen enthält und bei der auch einer der oben genannten Titel fehlt. Von daher ist auch die Bezeichnung „Gesamtaufnahme“ auf der CD irreführend. Der fehlende Titel und weitere 10 Titel mit allen Liedstrophen aus derselben Produktion finden sich als Bonus auf einer CD mit Millöckers Bettelstudent.
Die Bühnenfassung enthält dann nochmals weitere Musiktitel aus anderen Operetten Suppès, u. a.:
A) Aus Suppès Operette: Die Jagd nach dem Glück
- Wie schlägt mir das Herz so bange[13]

B) Aus Suppès Operette Donna Juanita
- Ach ich stell’ mir doch so schön vor
- Teil der Arie Selig und mild
- den spanischen Tanz (Zapadeado) aus dem II. Finale

C) Aus Suppès Operette Der Gascogner
- Teil der Arie Selig und Mild

## Diskografie (Auswahl)
- Gesamtaufnahme: Kurt Böhme, Erika Köth, Hertha Töpper, Chor und das Orchester des Bayerischen Rundfunks, Werner Schmidt-Boelcke (1954) – CD Walhall
- Ouvertüre: Orchestre symphonique de Montréal, Charles Dutoit (1985) – CD Decca, Vertrieb: Universal